# Hall of Fame
"Hall of Fame" é uma canção da banda de rock irlandesa The Script. É a terceira faixa do álbum #3 (2012), sendo lançado como primeiro single do álbum em 19 de agosto de 2012. A canção apresenta a participação nos vocais de will.i.am, integrante do grupo de hip hop norte-americano The Black Eyed Peas. A faixa foi tocada pela primeira vez na rádio Capital FM, em 23 de julho de 2012. Escrito e co-produzido pela banda, "Hall of Fame" tem um novo marco no piano. A canção fala sobre seguir sonhos e criar um impacto no mundo.

## Antecedentes
O vocalista do The Script, Danny O'Donoghue e will.i.am, conheceram-se enqüanto ambos eram juízes para reality show The Voice UK. O'Donoghue disse: "Eu toquei alguns demos para Will, nos bastidores do The Voice. Chegamos no Hall da Fama, e ele imediatamente perguntou se ele poderia tê-lo para seu novo álbum, como era exatamente o que ele estava procurando. Eu não poderia, era o nosso primeiro single, mas eu perguntei se ele queria estar na canção. Ele concordou e nós reservamos um tempo para gravar. O problema é que ele estava atrasado, por isso levou quatro tentativas de levá-lo para gravar sua parte. Finalmente, nós nos apresentamos juntos, em seu quarto de hotel, em apenas 15 minutos. É um dueto clássico, eu faço uma linha e ele responde. Nós estamos realmente animados sobre isso e esperamos que nós iríamos sair e tocá-lo muito". Ele acrescentou: "fomos para o estúdio de gravação e uma hora e meia depois, tivemos a música em sua totalidade. Pensei que ele estava indo produzi-lo, mas ele deu a mim e a Marcos (Sheehan), e disse: 'vocês vão e o produzem'". Nas letras, O'Donoghue comentou: "Nós queríamos inspirar as pessoas a parar de tentar ser famosos, para o bem deles".

## Vídeo da música
Um videoclipe para a canção foi lançada em 23 de julho de 2012. O vídeo foi lançado em 19 de agosto através do site oficial da banda. O clipe da música que o acompanha mostram estrelas na performance da faixa em um lugar abandonado, enquanto outras cenas apresentam um pugilista aspirante e uma bailarina surda em treinamento.

## Gráficos e certificações

### Paradas
| País/Parada (2012)                          | Melhor posição |
| ------------------------------------------- | -------------- |
| Alemanha (Media Control Charts)             | 4              |
| Austrália (ARIA Charts)                     | 4              |
| Áustria (Ö3 Austria Top 40)                 | 11             |
| Bélgica (Ultratop 50 Flanders)              | 8              |
| Bélgica (Ultratop 40 Valônia)               | 12             |
| Bulgária (BAMP)                             | 2              |
| Canadá (Canadian Hot 100)                   | 25             |
| Coreia do Sul (Gaon Music Chart)            | 12             |
| Dinamarca (Hitlisten)                       | 11             |
| Escócia (Scottish Singles and Albums Chart) | 1              |
| Espanha (Airplay Chart)                     | 18             |
| Espanha (PROMUSICAE)                        | 45             |
| Eslováquia (IFPI Slovenská Republika)       | 4              |
| Estados Unidos (Adult Pop Songs)            | 13             |
| Estados Unidos (Digital Songs)              | 22             |
| Estados Unidos (Billboard Hot 100)          | 36             |
| Estados Unidos (On-Demand Songs)            | 47             |
| Estados Unidos (Pop Songs)                  | 19             |
| Estados Unidos (Radio Songs)                | 8              |
| Estados Unidos (Rock Songs)                 | 58             |
| Estados Unidos (Rock Digital Songs)         | 11             |
| Estados Unidos (YouTube)                    | 23             |
| Finlândia (Suomen virallinen lista)         | 2              |
| França (SNEP)                               | 89             |
| Hungria (Rádiós Top 40)                     | 5              |
| Irlanda (IRMA)                              | 1              |
| Israel (Media Forest)                       | 5              |
| Itália (FIMI)                               | 5              |
| Japão (Japan Hot 100)                       | 97             |
| Luxemburgo (Digital Songs)                  | 2              |
| Noruega (VG-lista)                          | 3              |
| Nova Zelândia (RIANZ)                       | 3              |
| Países Baixos (MegaCharts)                  | 16             |
| Países Baixos (Dutch Top 40)                | 18             |
| Portugal (Digital Songs)                    | 8              |
| Roménia (Romanian Top 100)                  | 57             |
| Rússia (Russian Music Charts)               | 10             |
| Reino Unido (UK Singles Chart)              | 1              |
| Reino Unido (UK Singles Download)           | 1              |
| Chéquia (IFPI Česká Republika)              | 5              |
| Suécia (Sverigetopplistan)                  | 3              |
| Suíça (Schweizer Hitparade)                 | 10             |
| União Europeia (Euro Digital Songs)         | 1              |

### Certificações
| Austrália (ARIA)                                                                                              | 5× Platina | 280.000^   |
| Itália (FIMI)                                                                                                 | Platina    | 30.000*    |
| Nova Zelândia (RIANZ)                                                                                         | 2× Platina | 7.500*     |
| Reino Unido (BPI)                                                                                             | Platina    | 600.000    |
| Estados Unidos (RIAA)                                                                                         | 2× Platina | 2.000.000* |
| * Números de vendas com base em certificação individual ^Valores enviados com base em certificação individual |            |            |